# Juryoecia
Juryoecia is een geslacht van kreeftachtigen uit de klasse van de Ostracoda (mosselkreeftjes).

## Soorten
- Juryoecia abyssalis (Rudjakov, 1962)
- Juryoecia distoglandula (Chavtur & Angel, 2004)